# Cámara de Representantes de Nuevo México
La Honorable Cámara de Representantes de Nuevo México es la cámara baja de la Legislatura de Nuevo México, está compuesta por 70 diputados elegidos por voto directo en distritos uninominales. Sus miembros duran dos años en sus mandatos y pueden ser reelegidos indefinidamente.

## Composición

### 2021-2023
| Diputado                  | Partido | Partido             |
| ------------------------- | ------- | ------------------- |
| Eliseo Alcón              |         | Partido Demócrata   |
| Anthony Allison           |         | Partido Demócrata   |
| Phelps Anderson           |         | Partido Republicano |
| Deborah A. Armstrong      |         | Partido Demócrata   |
| Gail Armstrong            |         | Partido Republicano |
| Alonzo Baldonado          |         | Partido Republicano |
| Brittney Barreras         |         | Independiente       |
| Karen C. Bash             |         | Partido Demócrata   |
| Rachel A. Black           |         | Partido Republicano |
| Cathrynn Brown            |         | Partido Republicano |
| Ambrose Castellano        |         | Partido Demócrata   |
| Christine Chandler        |         | Partido Demócrata   |
| Gail Chasey               |         | Partido Demócrata   |
| Jackey Chatfield          |         | Partido Republicano |
| Zachary Cook              |         | Partido Republicano |
| Randal Crowder            |         | Partido Republicano |
| Meredith Dixon            |         | Partido Demócrata   |
| Rebecca Dow               |         | Partido Republicano |
| Brian Egolf               |         | Partido Demócrata   |
| Daymon Ely                |         | Partido Demócrata   |
| Candy Ezzell              |         | Partido Republicano |
| Kelly Fajardo             |         | Partido Republicano |
| Joanne Ferrary            |         | Partido Demócrata   |
| Natalie Figueroa          |         | Partido Demócrata   |
| Doreen Gallegos           |         | Partido Demócrata   |
| Harry García              |         | Partido Demócrata   |
| Miguel García             |         | Partido Demócrata   |
| Joy Garratt               |         | Partido Demócrata   |
| Jason Harper              |         | Partido Republicano |
| Joshua Hernández          |         | Partido Republicano |
| Susan K. Herrera          |         | Partido Demócrata   |
| Dayan Hochman-Vigil       |         | Partido Demócrata   |
| T. Ryan Lane              |         | Partido Republicano |
| Micaela Lara Cadena       |         | Partido Demócrata   |
| Raymundo Lara             |         | Partido Demócrata   |
| Derrick Lente             |         | Partido Demócrata   |
| Stefani Lord              |         | Partido Republicano |
| Georgene Louis            |         | Partido Demócrata   |
| Luis Terrazas             |         | Partido Republicano |
| Tara Luján                |         | Partido Demócrata   |
| Patricia Lundstrom        |         | Partido Demócrata   |
| Willie D. Madrid          |         | Partido Demócrata   |
| Moe Maestas               |         | Partido Demócrata   |
| Javier Martínez           |         | Partido Demócrata   |
| Marian Matthews           |         | Partido Demócrata   |
| Matthew McQueen           |         | Partido Demócrata   |
| Rod Montoya               |         | Partido Republicano |
| Roger Montoya             |         | Partido Demócrata   |
| Greg Nibert               |         | Partido Republicano |
| Kristina Ortez            |         | Partido Demócrata   |
| Randall Pettigrew         |         | Partido Republicano |
| Jane Powdrell-Culbert     |         | Partido Republicano |
| Bill Rehm                 |         | Partido Republicano |
| Andrea Romero             |         | Partido Demócrata   |
| G. Andrés Romero          |         | Partido Demócrata   |
| Patricia Roybal Caballero |         | Partido Demócrata   |
| Angélica Rubio            |         | Partido Demócrata   |
| Debra M. Sariñana         |         | Partido Demócrata   |
| Larry R. Scott            |         | Partido Republicano |
| Linda Serrato             |         | Partido Demócrata   |
| Nathan Small              |         | Partido Demócrata   |
| Melanie Stansbury         |         | Partido Demócrata   |
| James Strickler           |         | Partido Republicano |
| Candie Sweetser           |         | Partido Demócrata   |
| Elizabeth Thomson         |         | Partido Demócrata   |
| James G. Townsend         |         | Partido Republicano |
| Christine Trujillo        |         | Partido Demócrata   |
| Sheryl Williams Stapleton |         | Partido Demócrata   |
| Doreen Wonda Johnson      |         | Partido Demócrata   |
| Martín R. Zamora          |         | Partido Republicano |